# الطيب الفاسي الفهري
الطيب الفاسي الفهري (9 من أبريل عام 1958 في الدار البيضاء).مهندس و سياسي مغربي

## مسيرته

### دراسته
استكمل تعليمه الثانوي في العلوم الرياضية بثانوية ديكارت بالرباط عام 1976 ثم حصل على دبلوم في هندسة الإحصاء التطبيقي من المعهد الوطني للإحصاء والاقتصاد التطبيقي في الرباط.
حصل على درجة الماجستير في الاقتصاد العام والتخطيط من جامعة بانتيون سوربون عام 1981 ثم الدكتوراه في التحليل والاقتصاد السياسي من معهد الدراسات السياسية بباريس عام 1984.

### التدريس
مارس ما بين 1983 و1984 مهمة التدريس بجامعة باريس7 وكذا بالمركز الفرنسي للمهنة البنكية كما كان مكلفا بالدراسات بالمعهد الفرنسي للعلاقات الدولية.

### مناصب
شغل في أكتوبر 1984 منصب ملحق بمديرية التخطيط بوزارة التخطيط قبل أن يعين في يونيو1985 مكلفا بمهمة بديوان الوزارة المنتدبة لدى الوزير الأول المكلفة بالعلاقات مع المجموعة الأوربية حيث شارك بهذه الصفة في مختلف المفاوضات حول العلاقات بين المغرب والمجموعة الأوربية.
في عام 1986 تقلد منصب رئيس قسم التعاون شؤون الاتحاد الأوروبي بوزارة الخارجية وفي عام 1989 أصبح مديرا لديوان وزير الدولة المكلف بالشؤون الخارجية والتعاون.
في عام 1993 عُين كاتبا للدولة في الشؤون الخارجية والتعاون في حكومات 11 نونبر1993 و7 يونيو1994 و27 فبراير1995 و13 غشت1997. وفي سنة 1999 عين مكلفا بمهمة بالديوان الملكي.
وفي عام 2002، حقق الفهري نجاحا باهرا في قيادة المفاوضات التي أثمرت توقيع اتفاق التجارة الحرة مع الولايات المتحدة. وفي أواخر تلك السنة، عُيّن وزيرا منتدبا للشؤون الخارجية في حكومة جطو ثم وزيرا للخارجية في 15 أكتوبر 2007.
و بتاريخ 23 يناير 2012، عينه الملك محمد السادس مستشارا له بالديوان الملكي.

## العائلة
الفاسي الفهري مُتزوّج وله ولدان.
والده هو محمد الحبيب الفاسي الفهري. انه هو شقيق علي الفاسي الفهري (رئيس الجامعة الملكية المغربية لكرة القدم)، الذي زوجته وزيرة الصحة السابقة ياسمينة بادو، و هو ابن عم رئيس الوزراء السابق عباس الفاسي. ابنه إبراهيم الفاسي الفهري هو مؤسس مركز أبحاث معهد أماديوس.